# 畫報 (法國報紙)
《画报》（法語：L'Illustration，發音：[lilystʁasjɔ̃]）是法国的一份周报，发行于1843年到1944年，由爱德华·沙尔东创办，1891年开始发行带插图新闻，是第一份带插图新闻的法国报纸；1907年首次发行带彩色插图新闻。1944年解放巴黎后不再发行。

## 延伸阅读

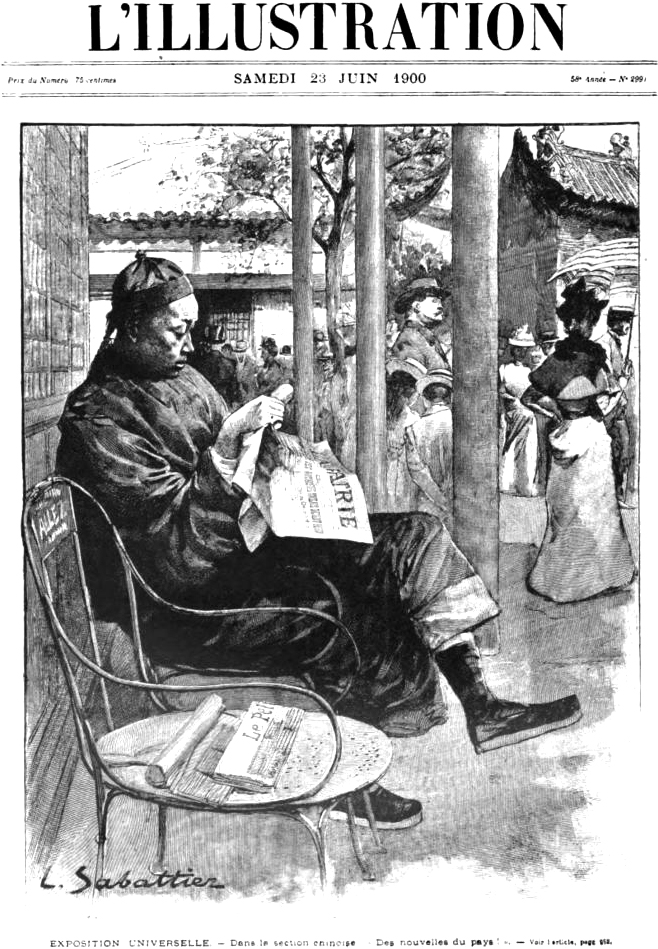
1900年的《畫報》，插画家路易·雷米·萨巴捷

- Marchandiau Jean-Noël. (1987). L'Illustration : vie et mort d'un journal, 1843-1944.[] Toulouse : Éditions Privat. ISBN 978-2-7089-5335-2; OCLC 17695376 （页面存档备份，存于）